# Asota (bướm đêm)
Asota là một chi bướm đêm thuộc họ Erebidae.

## Các loài
- Asota aequalis
- Asota agarista
- Asota albifera
- Asota albiformis Swinhoe, 1892
- Asota albiluna
- Asota albivena Walker, 1864
- Asota alciphron
- Asota alienata Walker, 1864
- Asota anadota
- Asota anawa
- Asota andamana
- Asota antennalis Rothschild, 1897
- Asota antica
- Asota aphidas
- Asota aspila
- Asota assimilis
- Asota atrata
- Asota australis Boisduval, 1832
- Asota avacta Swinhoe, 1892
- Asota banavia
- Asota bandana
- Asota baumanniana
- Asota belophora
- Asota biformis
- Asota biplagiata
- Asota borbonica Boisduval, 1833
- Asota brevipennis
- Asota brunnescens Nieuwenhuis, 1948
- Asota buruensis Zwier, 2010
- Asota caledonica Holloway, 1979
- Asota canaraica Moore, 1878
- Asota carcae
- Asota caricae Fabricius, 1775
- Asota carsina Swinhoe, 1906
- Asota celebensis
- Asota centralis
- Asota chionea Mabille, 1878
- Asota cincta
- Asota circularis Reich, 1938
- Asota clara Butler, 1875
- Asota clavata
- Asota commixta
- Asota comorana Aurivillius, 1909
- Asota complana
- Asota concana
- Asota concinnula Mabille, 1878
- Asota concolora Swinhoe, 1903
- Asota confinis
- Asota confluens
- Asota conspicua
- Asota contorta Aurivillius, 1894
- Asota costata
- Asota dama
- Asota darsania Druce, 1894
- Asota deliana
- Asota deplana
- Asota detecta
- Asota diana Butler, 1887
- Asota diastropha Prout, 1918
- Asota dicta
- Asota diluta
- Asota discoidalis
- Asota discolor
- Asota discreta
- Asota dohertyi Rothschild, 1897
- Asota donatana
- Asota doryca
- Asota egens (Walker, 1854)
- Asota egeus
- Asota enganensis
- Asota ensemoides
- Asota euroa
- Asota eusemioides Felder, 1874
- Asota eusemoides
- Asota extensa
- Asota extincta
- Asota fereunicolor Toulgoët, 1972
- Asota fergussonis
- Asota ficus Fabricius, 1775
- Asota flaviventris
- Asota fulvia Donovan, 1805
- Asota ghara
- Asota heliconia (Linnaeus, 1758)
- Asota heliconioides Moore, 1878
- Asota henschkei
- Asota indica
- Asota insularis
- Asota intacta
- Asota intermedia
- Asota intermissa
- Asota inversa
- Asota iodamia Herrich Schäffer, 1854
- Asota isthmia Walker, 1856
- Asota jabensis
- Asota javana Cramer, [1780]
- Asota kageri Kobes, 1988
- Asota kalaonica
- Asota kinabaluensis Rothschild, 1896
- Asota kiriwinae
- Asota kosemponis
- Asota kuluensis
- Asota lacteata
- Asota lanceolata
- Asota lara
- Asota latiradia
- Asota leuconeura
- Asota leuconota
- Asota lineata
- Asota lkorquini
- Asota macrosticta
- Asota malena
- Asota malisa
- Asota melanesiensis
- Asota monycha
- Asota murina
- Asota natunensis
- Asota nebulosa
- Asota nervosa
- Asota nesophora
- Asota nicobarica
- Asota novohibernica
- Asota ocellata
- Asota ochrealis
- Asota onusta
- Asota orbona Vollenhoven, 1863
- Asota orbonis
- Asota paliura Swinhoe, 1893
- Asota paphos (Fabricius, 1787)
- Asota perimele
- Asota persecta
- Asota philippina
- Asota philippinensis
- Asota plagiata Walker, 1854
- Asota plaginota Butler, 1875
- Asota plana Walker, 1854
- Asota producta (Butler, 1875)
- Asota purimargo
- Asota queenslandica
- Asota radiata
- Asota reducta
- Asota riukiuana
- Asota sangirensis
- Asota semifusca
- Asota semipars
- Asota septentrionalis
- Asota sericea Moore, 1878
- Asota shortlandica
- Asota significans
- Asota silvandra
- Asota sinuosa
- Asota spadix Swinhoe, 1901
- Asota speciosa Drury, 1773
- Asota sphaeriphera
- Asota stigmatica
- Asota stipata
- Asota strigivenata
- Asota strigosa Boisduval, 1832
- Asota subretracta
- Asota subrupta
- Asota subsimilis Walker, 1864
- Asota suffusa Snellen, 1891
- Asota sulamangoliensis Zwier, 2010
- Asota sulawesiensis Zwier, 2007
- Asota sumbana
- Asota symmorpha
- Asota tagalina
- Asota talboti
- Asota ternatensis
- Asota tigrina Butler, 1882
- Asota timorana
- Asota tinacria
- Asota tiphlops
- Asota toekangbesiensis
- Asota tortuosa Moore, 1872
- Asota transiens
- Asota trinacria Semper, 1899
- Asota undulifera
- Asota unicolor
- Asota venalba
- Asota versicolor
- Asota vitessoides
- Asota wollastoni
- Asota woodfordi Druce, 1888
- Asota zebrina

## Hình ảnh

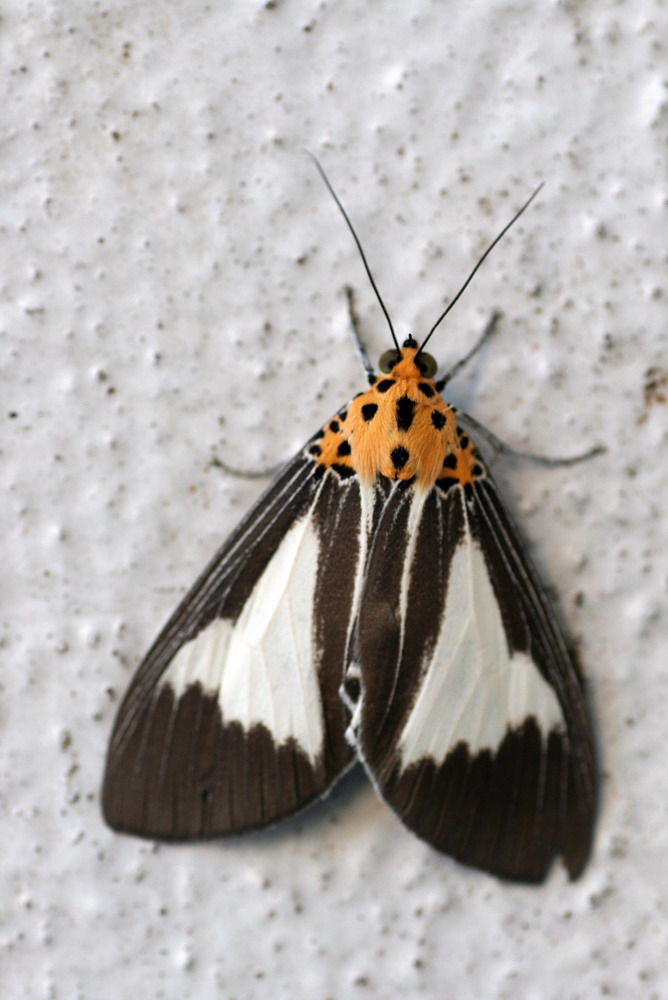
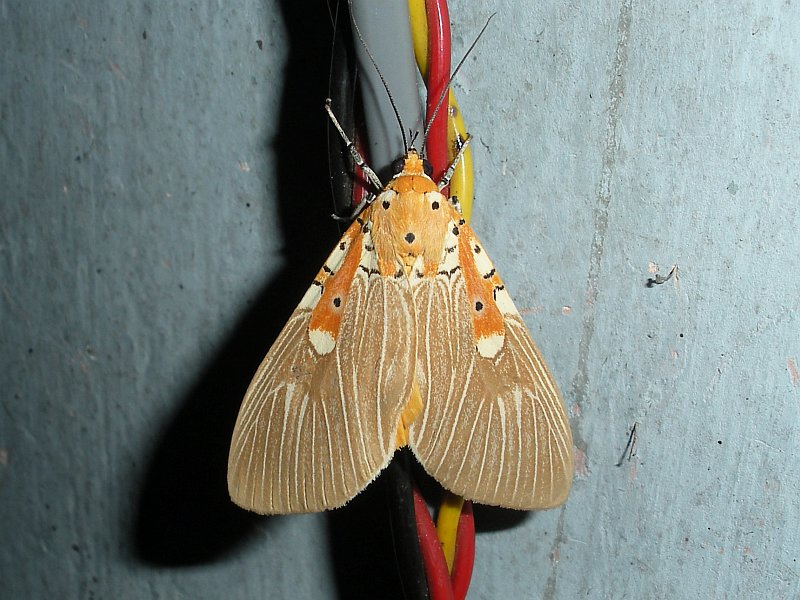
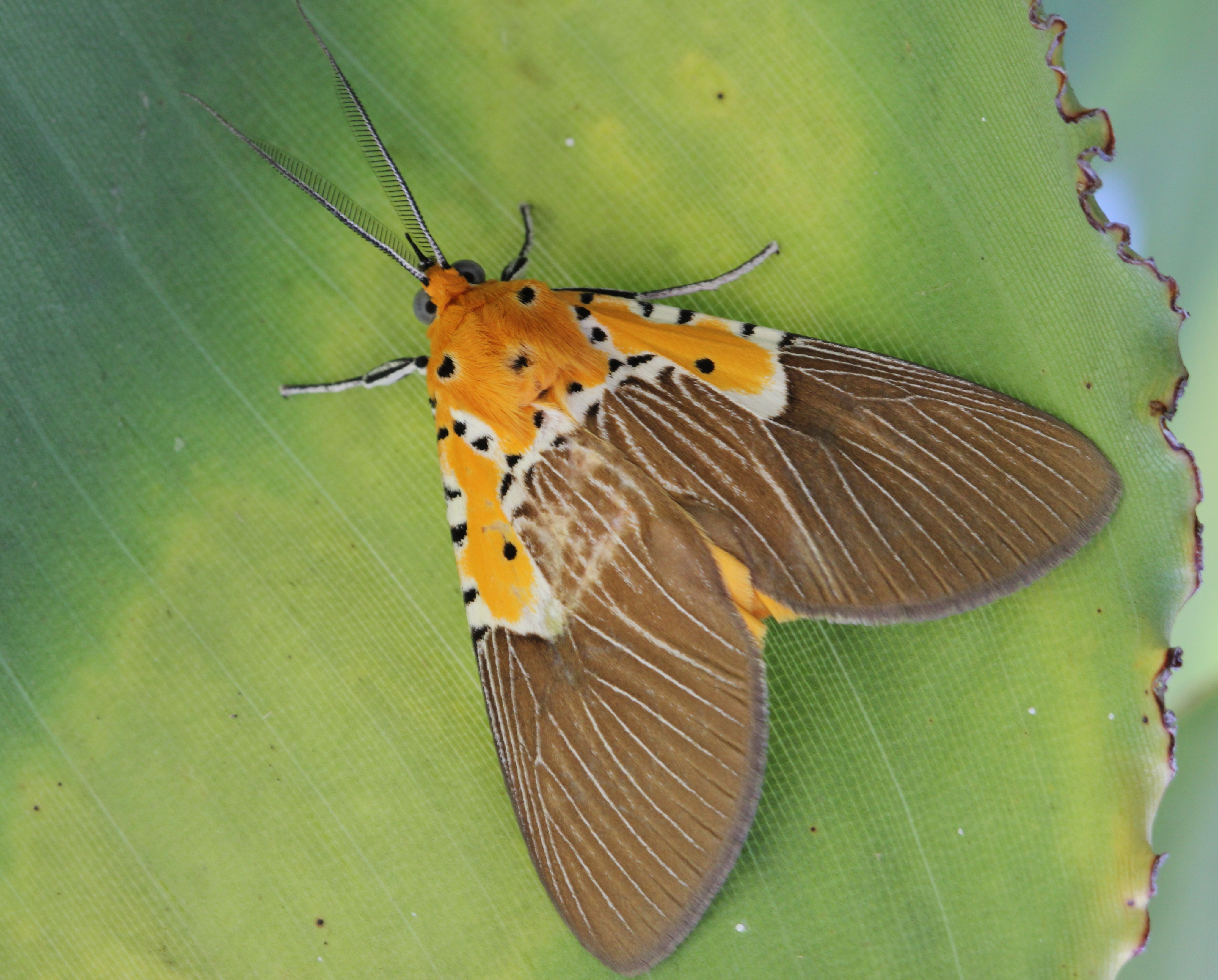
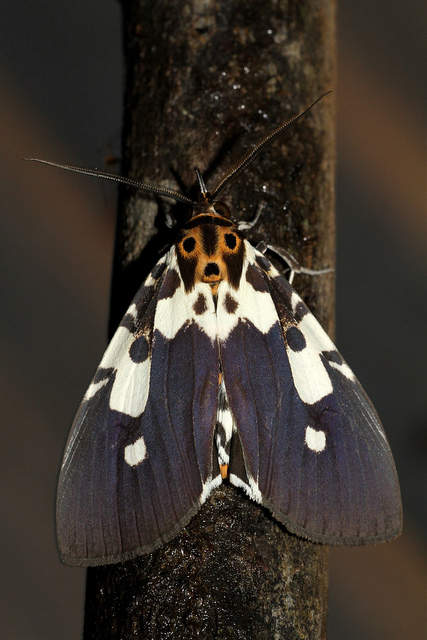
Asota kinabaluensis
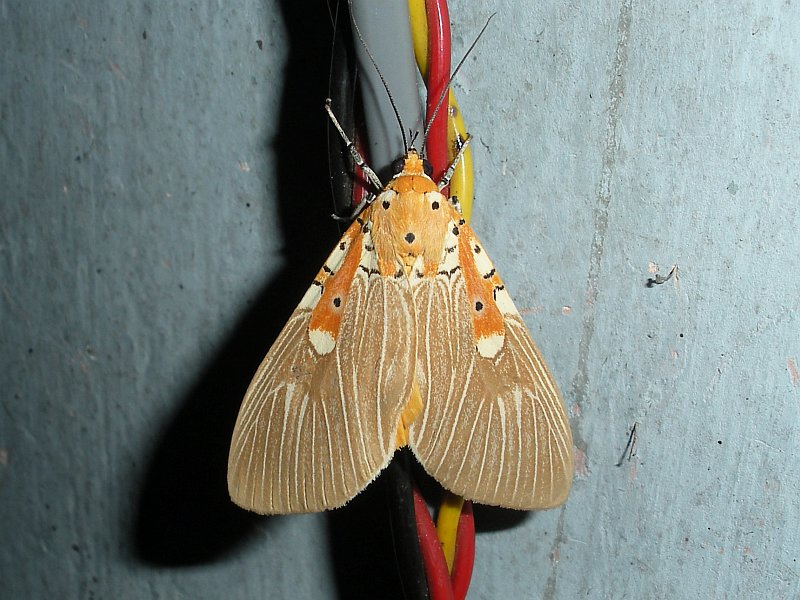
Asota ficus
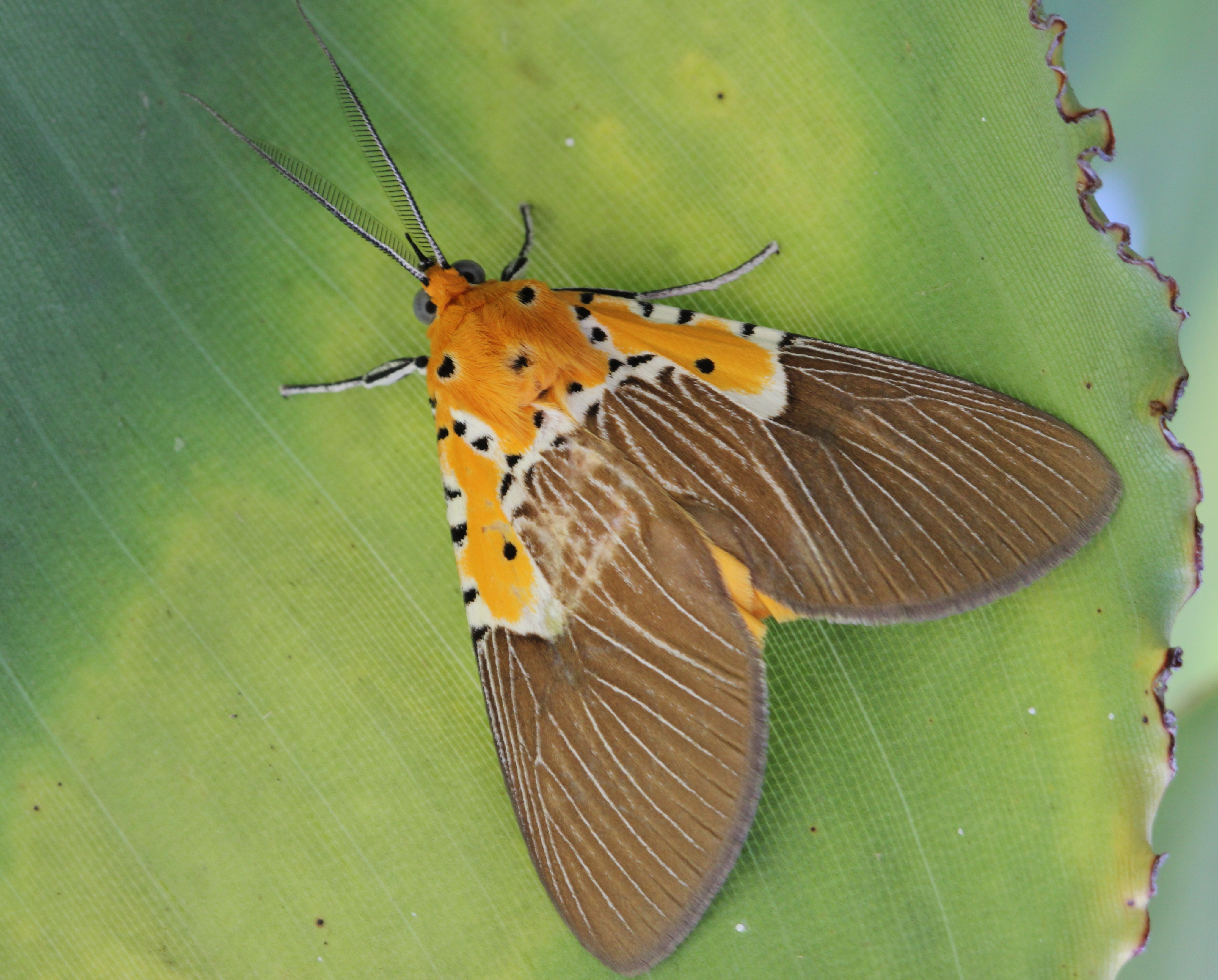
Asota speciosa